# Compagnie Pandora
Pour les articles homonymes, voir Pandora.
La Compagie Pandora est une compagnie de théâtre française fondée en 1976 par la metteuse en scène Brigitte Jaques-Wajeman et le philosophe François Regnault.
La compagnie est installée à Aubervilliers au sein du Théâtre de la Commune de 1991 à 1997.
En 1986, la pièce Elvire Jouvet 40 avec Philippe Clévenot et Maria de Medeiros, filmé par Benoît Jacquot, remporte un grand succès international.

## Production
- 1976 : Paysage de ruine avec personnages de Danièle Sallenave, Théâtre Récamier
- 1977 : Le Bain de Diane de Pierre Klossowski, Centre Pompidou
- 1979 : L'Embranchement de Mugby d'après Charles Dickens, Centre Pompidou
- 1981 : Mais on doit tout oser puisque de François Regnault, Théâtre des Quartiers d'Ivry
- 1981 : La Surprise de l'amour de Marivaux, ENSATT
- 1985 : La Mort de Pompée de Corneille, Théâtre du Lierre
- 1986 : Regarde, regarde de tous tes yeux de Danièle Sallenave, Petit Odéon
- 1986 : Elvire Jouvet 40 conception et mise en scène d’après Molière et la comédie classique de Louis Jouvet, Théâtre national de Strasbourg, Théâtre de l'Athénée-Louis-Jouvet, 1987 : Théâtre des Treize Vents, Théâtre de l'Athénée-Louis-Jouvet, tournée nationale et internationale
- 1988 : Sophonisbe de Corneille, Théâtre national de Chaillot
- 1989 : L'Imposture de Georges Bernanos, Théâtre de la Ville
- 1989 : Horace de Corneille, Théâtre national de Chaillot
- 1990 : Partage de midi de Paul Claudel, Théâtre de l'Atelier
- 1991 : La Nuit de l'iguane de Tennessee Williams, Comédie-Française au Théâtre des Quartiers d'Ivry
- 1992 : La Place royale de Corneille, Théâtre de la Commune
- 1992 : Entretiens avec Corneille de Brigitte Jaques et Jacqueline Lichtenstein, Théâtre de la Commune
- 1992 : La Mort de Pompée de Corneille, Théâtre de la Commune
- 1993 : Madame Klein de Nicolas Wright, Théâtre de la Commune
- 1994 : Angels in America de Tony Kushner, Festival d'Avignon, 1996 : Théâtre de la Commune
- 1995 : Suréna de Corneille, Théâtre de la Commune[2]
- 1995 : Le Prince travesti de Marivaux, Festival de Sarlat, Théâtre de la Commune
- 1996 : Perestroïka de Tony Kushner, Comédie de Genève, Théâtre de la Commune
- 1997 : Sertorius de Corneille, Théâtre de la Commune
- 1998 : Dom Juan de Molière, 2000 : Odéon-Théâtre de l'Europe
- 1998 : Le Passage de Véronique Olmi, Théâtre Vidy-Lausanne, Théâtre des Abbesses
- 1999 : L'Énéide de Virgile, Festival de Marseille
- 2000 : L'Odyssée de Homère, lecture mise en espace, avec les élèves de dernière année du Conservatoire national supérieur d'art dramatique, Festival d'Avignon, Auditorium du Louvre
- 2000 : La Marmite de Plaute, Auditorium du Louvre, 2002 : Théâtre de la Tempête, 2003 : Théâtre du Nord
- 2001 : La Bonne Âme du Se-Tchouan de Bertolt Brecht, ENSATT
- 2002 : Pseudolus, le truqueur de Plaute, Auditorium du Louvre, 2003 : Théâtre de la Tempête, Comédie de Reims
- 2003 : Viol de Danièle Sallenave, Théâtre du Rond-Point
- 2003 : Le Voyage de Benjamin de Gérard Wajcman, spectacle pour enfants Festival Odyssées 78, Théâtre de Sartrouville
- 2004 : L'Illusion comique de Corneille, Théâtre de Gennevilliers, Comédie de Reims
- 2005 : La Chanson de Roland, lecture-spectacle, Auditorium du Louvre
- 2006 : Ténèbres de Henning Mankell, Théâtre Ouvert
- 2007 : Jouer avec Nicomède d'après Corneille, Théâtre de la Tempête
- 2008 : Nicomède de Corneille, Comédie de Reims
- 2009 : Tartuffe de Molière, Château de Grignan
- 2011 : Nicomède et Suréna de Corneille, Théâtre de la Ville
- 2013 : Tendre et cruel de Martin Crimp, Théâtre des Abbesses
- 2014 : Pompée et Sophonisbe  de Corneille, Théâtre des Abbesses
- 2016 : Polyeucte de Corneille, Théâtre des Abbesses
- 2017 : Mme Klein de Nicholas Wright, Théâtre des Abbesses
- 2017 : Le Voyage de Benjamin de Gérard Wajcman - d'après Les Voyages de Benjamin III de Mendele Moïkher Sforim, Théâtre des Abbesses
- 2020 : Phèdre[3],[4],[5] de Racine, Théâtre des Abbesses
- 2021 : Le Tour d’écrou, de Benjamin Britten, Conservatoire national supérieur de musique et de danse de Paris[6],[7]
- 2023 : La Mouette d'Anton Tchekhov, Théâtre des Abbesses[8]

## Publication
- Le Théâtre de Pandora : Le livre des spectacles présentés et réalisés par la compagnie Pandora de 1974 à 1999 de Brigitte Jaques et François Regnault, Éditions Théâtrales coll. « Sur le théâtre », 2000.
- Elvire Jouvet 40 , Actes Sud-Papiers, 2018[9]. DVD publiés par l'INA de La Place Royale et d'Elvire Jouvet 40, filmés par Benoît Jacquot.